# Курбацкая, Тамара Ивановна
Тамара Курбацкая (род. 10 июля 1946 года, Горький, СССР) — писательница, поэт, член Союза писателей России

## Биография
Тамара Ивановна Курбацкая родилась 10 июля 1946 года в Горьком.
Более сорока лет живёт в Воскресенске.
Член Союза писателей России с 2010 года. Состоит в литературном объединении им. Ивана Лажечникова г. Воскресенска.
Писать начала в 2004 году. В 2014 году удостоена литературной награды «Медаль Ивана Бунина». Тамара Ивановна Курбацкая в номинации «Лучшее литературное произведение» заняла второе место.